# Huje, Ilirska Bistrica
Huje este o localitate din comuna Ilirska Bistrica, Slovenia, cu o populație de 111 locuitori.